# RAIN STORY
『RAIN STORY』（レイン・ストーリー）は、2014年5月14日にビーイング系列のZAIN RECORDSから発売されたAKIHIDEの3枚目のオリジナルアルバム。

## 概要
雨をテーマにして制作。雨の日の情景を自身のギターとDIMENSIONの小野塚晃のピアノを中心とするサウンドで表現している。収録曲「RAIN MAN」はこのアルバムで唯一歌詞のついた曲である。この曲は読売テレビ・日本テレビ系列アニメ『名探偵コナン』のエンディングテーマとして5月3日から8月9日まで3ヶ月間起用された。

## 収録曲
1. HEAVEN’S STATION
2. RAIN MAN　※Vocal Track　Lyrics by AKIHIDE
3. LIGHTNING QUARTZ
4. BLUE BIRD BALLAD
5. YELLOW BOOTS
6. AMAOTO QUARTET
7. HUMAN MAZE
8. BLUES & REE
9. DEVIL’S TRUMPET
10. RAINBOW ROAD